# Šnipiškės
Koordinaten: 54° 42′ N, 25° 17′ O

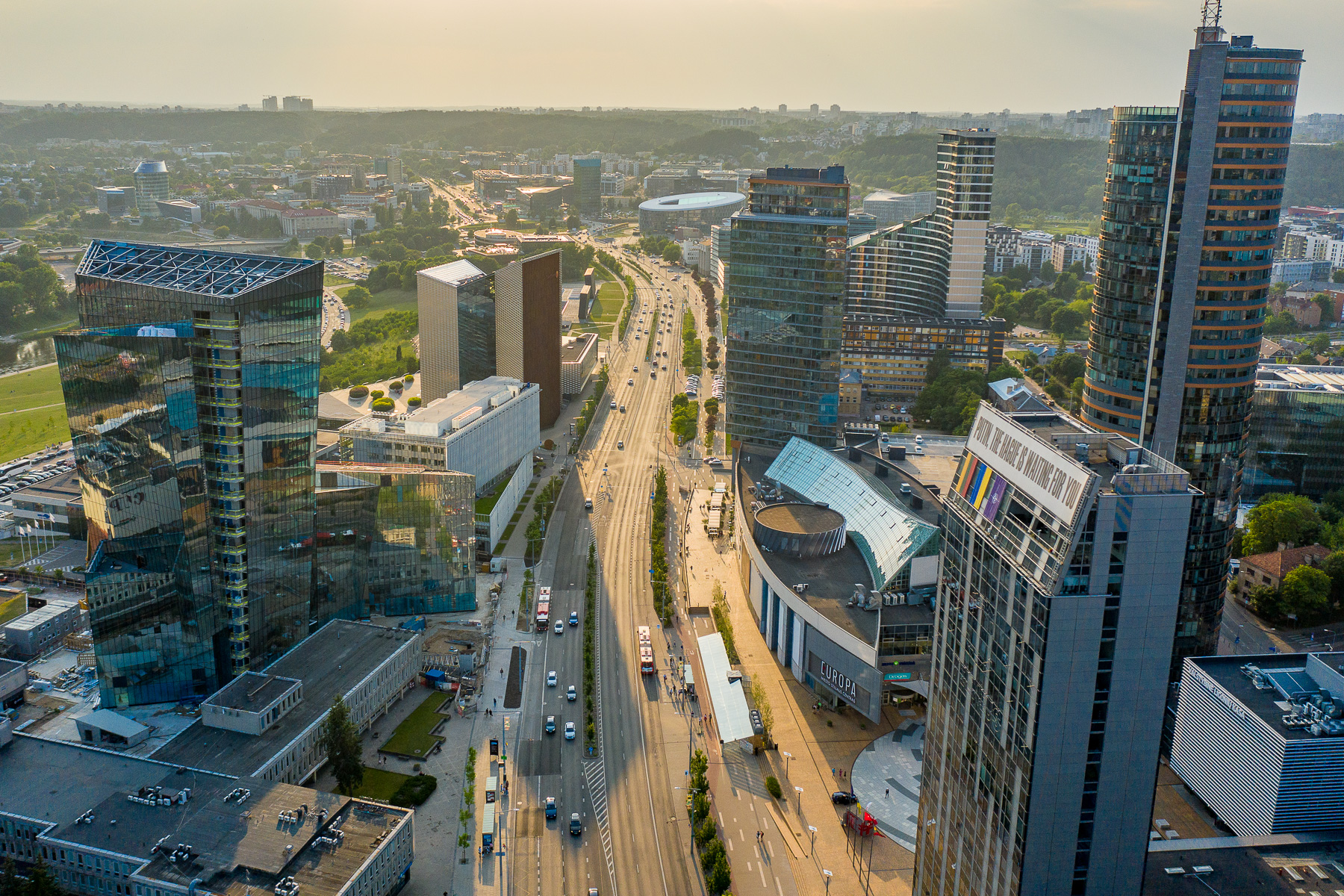
Konstitucijos prospektas

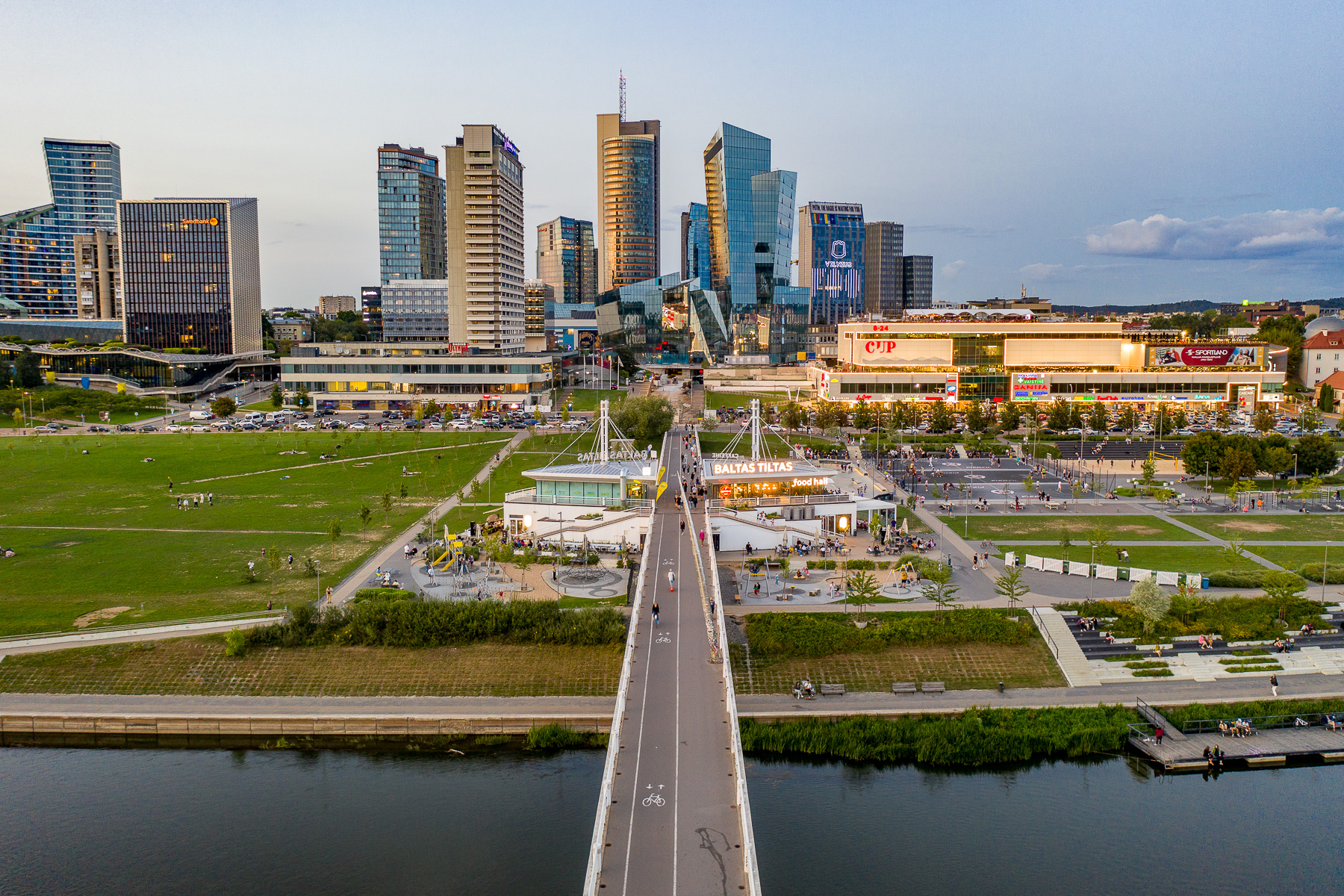
Vilnius City

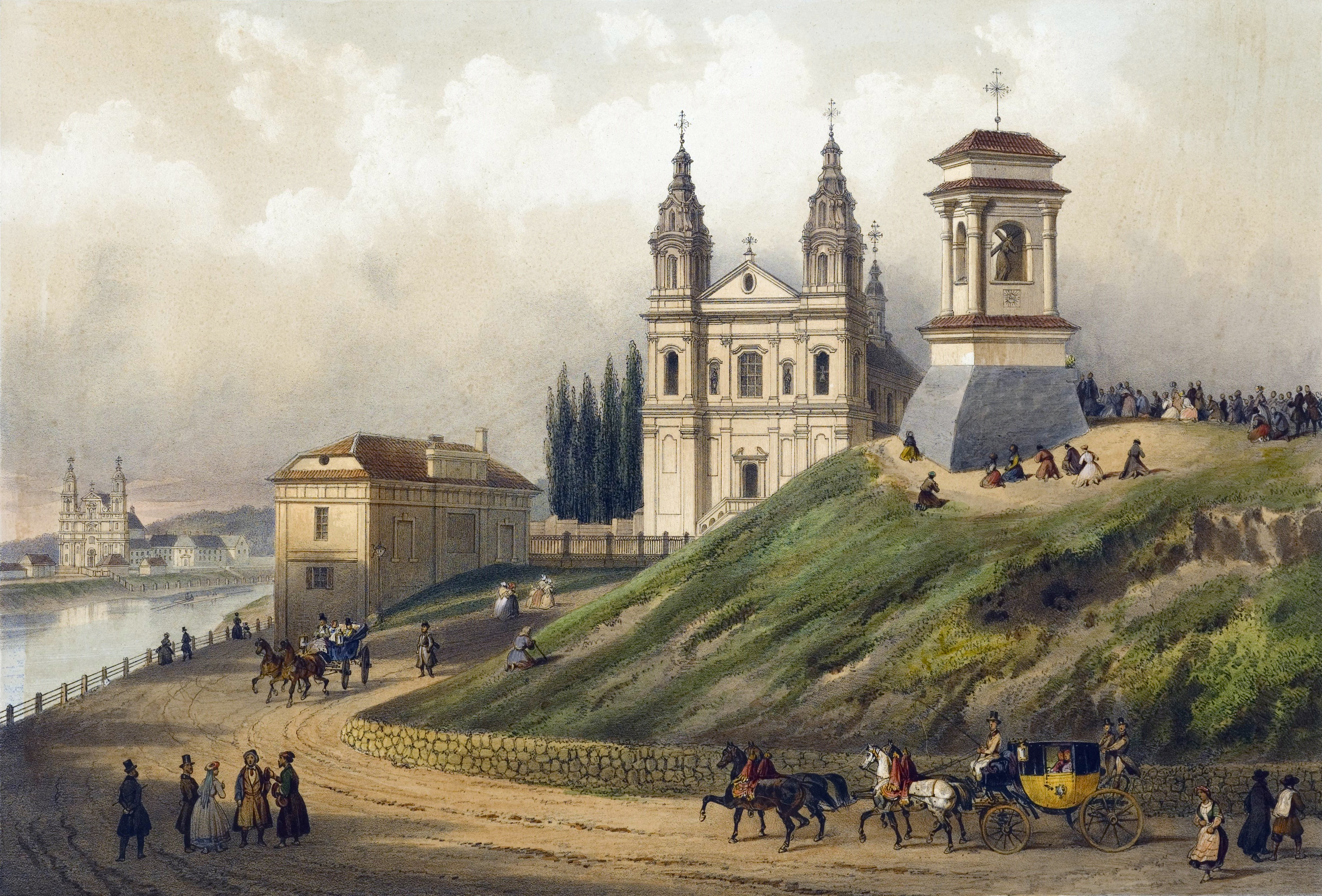
Šnipiškės im 19. Jahrhundert

Šnipiškės (polnisch Śnipiszki) ist ein Stadtteil von Vilnius am rechten Ufer der Neris vor dem Amtsbezirk Naujamiestis im Amtsbezirk Šnipiškės. Bei Konstitucijos prospektas befinden sich  der Europos-Platz, der Sitz der Stadtverwaltung von Vilnius, die Nationalgalerie und das Žalgirio-Krankenhaus. Städtebaulich und architektonisch sehenswert ist in Šnipiškės das Piromontas-Viertel.

## Name
- Šnipiškės, litauisch (abgeleitet vom Vornamen Šnipis)
- Snipiszki, polnisch
- שניפּישאָק, jiddisch (oft auch Piramónt).[1]

## Geschichte
Im 15. Jahrhundert wurde hier jüdischer Friedhof Šnipiškės errichtet. Es gab auch die Synagoge Šnipiškės. 1702 begann man die katholische St.-Erzengel-Raphael-Kirche Vilnius zu bauen.
In Sowjetlitauen entstanden Litauisches Kinder- und Jugendzentrum, Sportpalast Vilnius, Univermag-Kaufhaus (jetzt CUP).

## Behörden
- Kindesunterhaltfondsverwaltung am litauischen Sozial- und Arbeitsministerium
- Verwaltung der Stadtgemeinde Vilnius
- Zollkriminalamt

## Einkaufszentren
- VCUP
- PC Europa